# Sideroxylon palmeri
Sideroxylon palmeri là một loài thực vật có hoa trong họ Hồng xiêm. Loài này được (Rose) T.D.Penn. miêu tả khoa học đầu tiên năm 1990.